# Arie van Houwelingen
Arie van Houwelingen (Boskoop, 28 de noviembre de 1931) es un deportista neerlandés que compitió en ciclismo en la modalidad de pista. Ganó dos medallas en el Campeonato Mundial de Ciclismo en Pista, bronce en 1958 y oro en 1959.

## Medallero internacional
| Campeonato Mundial | Campeonato Mundial       | Campeonato Mundial | Campeonato Mundial |
| Año                | Lugar                    | Medalla            | Competición        |
| ------------------ | ------------------------ | ------------------ | ------------------ |
| 1958               | París (Francia)          | Medalla de bronce  | Medio fondo (A)    |
| 1959               | Ámsterdam (Países Bajos) | Medalla de oro     | Medio fondo (A)    |